# Hysterektomi
Hysterektomi (af græsk: hystera = livmoder og ektome = udskæring) er en gynækologisk operation, hvor man fjerner livmoderen og som regel også livmoderhalsen, hvorved kvinden bliver steril.
Operationen udføres som følge af muskelknuder (fibromer), blødningsforstyrrelser, endometriose, celleforandringer eller livmoderkræft.
Normalt fjernes livmoderen via et snit i bugvæggen, såkaldt abdominell hysterektomi, men kan også fjernes via skeden, hvilket hedder en vaginal hysterektomi. Den vaginale metode er ældst og kendes helt tilbage fra antikken.
| Lægevidenskab | Spire Denne artikel om lægevidenskab er en spire som bør udbygges. Du er velkommen til at hjælpe Wikipedia ved at udvide den. |